# Stephen Langton
Stephen Langton (Lincolnshire, 1150 — Slindon (Sussex), 9 de Julho de 1228) foi Arcebispo da Cantuária desde 1207 até à sua morte e foi uma figura central na disputa entre o Rei João de Inglaterra e o Papa Inocêncio III. É reconhecido como o responsável por dividir a Bíblia Sagrada cristã em capítulos.

## Vida inicial
Seu pai era Henry Langton, um proprietário de terras em  Langton by Wragby, Lincolshire. Seu irmão, Simon Langton, foi eleito Arcebispo de Iorque em 1215 e serviu seu irmão Stephen na Arquidiocese de Canterbury em 1227. Stephen ainda tinha um outro irmão, chamado Walter, um cavaleiro que morreu sem herdeiros.
Stephen estudou na Universidade de Paris e lecionou  teologia, nesta Universidade, até 1206. Formou uma amizade com Inocêncio III, este o chamou para Roma e o colocou na posição de Cardeal da Igreja de São Crisógono.

## Arcebispado

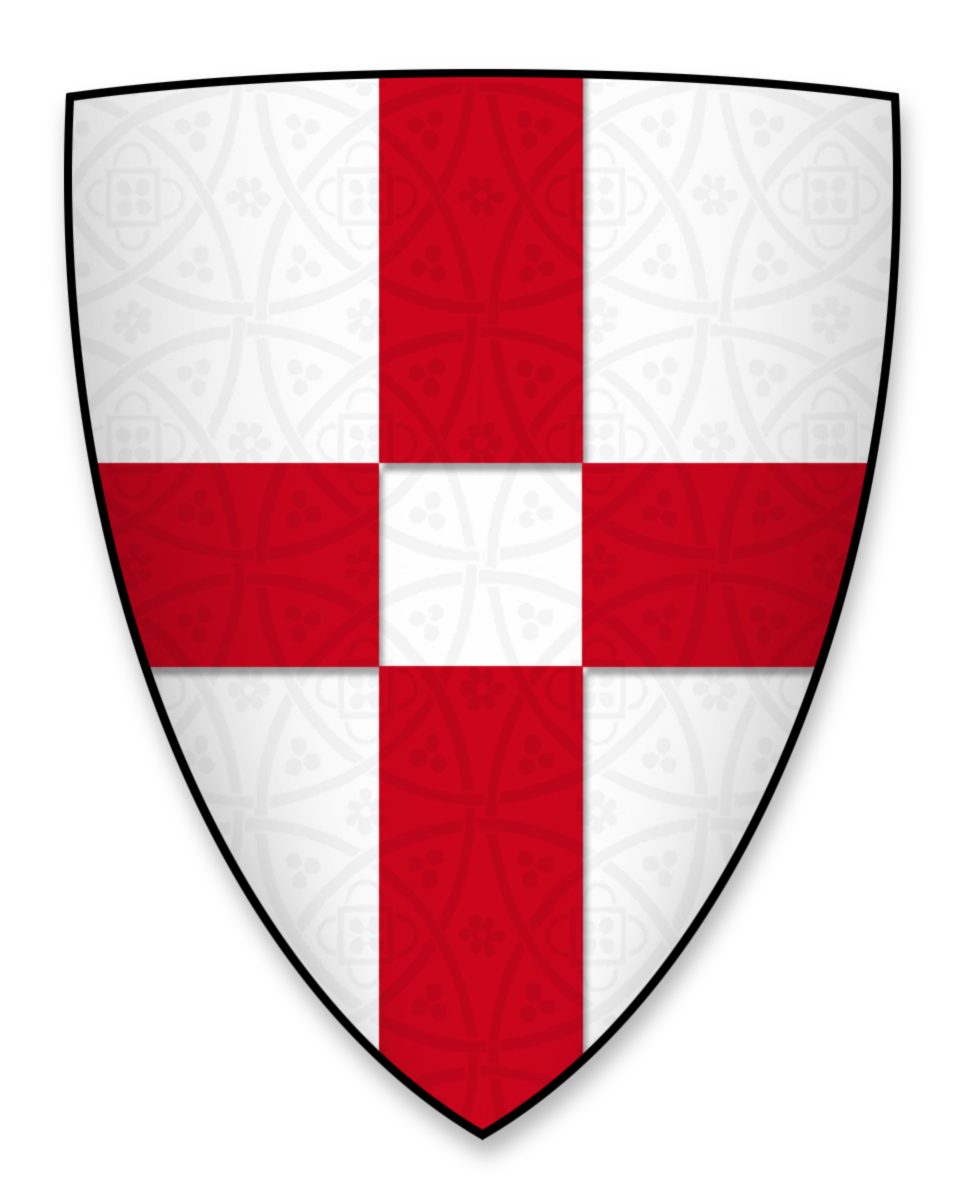
Brasão colocado por Stephen Langton, Arcebispo da Cantuária, na assinatura da Carta Magna.

Após a morte de Hubert Walter, Arcebispo da Cantuária, em 1205, alguns dos monges jovens da Cantuária decidiram eleger secretamente seu subprior, Reginald, e o enviaram para se juntar a delegação em Roma e apelar ao Papa. Quando o Rei João descobriu que os monges haviam eleito Reginald, sem sua aprovação, forçou os monges a elegerem Jonh de Gray, Bispo de Norwich em 11 de dezembro de 1205. O papa rejeitou ambas eleições em 30 de março de 1206. Os monges então elegeram Stephen Langton com a aprovação do Papa. O rei João não aprovou a decisão e com a consagração de Langton como Arcebispo da Cantuária em 17 de junho de 1207, iniciou-se uma série de intrigas entre o rei João e o Papa durante cerca de 8 anos. João impediu a entrada de Langton na Inglaterra e exilou os monges de Cantuária. Inocêncio colocou um interdito sobre a Inglaterra em 1207, ao qual João respondeu confiscando as finanças e propriedades dos clérigos que obedecessem. Inocêncio então excomungou João em 1209, que culminou numa disputa que exilou muitos clérigos ingleses e resultou na imposição de pesados impostos para a Igreja na Inglaterra. O conflito só acabou em 1213, quando o Papa começou a apoiar a deposição de João e incumbir Felipe II da França a executar a sentença.
Em Maio de 1213, o Rei João, preocupado, cedeu passagem para Stephen e seus companheiros exilados, assim, em Julho daquele ano Stephen (que durante seu exílio tinha vivido na abadia de Pontigny, na Borgonha) entrou na Inglaterra. Seu primeiro ato episcopal foi absolver o Rei, que jurou que suas lei injustas seriam anuladas e as liberdades garantidas por Henrique I seriam observadas - juramento, que João imediatamente quebrou.
Stephen Walter então, se tornou um líder na disputa contra o Rei João. Com a liderança de Stephen e a força militar dos barões, forçou o Rei João a assinar a Carta Magna em 15 de Junho de 1215.
Como João havia colocado seu Reino como vassalo da Santa Sé, Inocêncio apoiou sua causa e excomungou os barões. Stephen se recusou a publicar a ordem papal e foi suspenso de todas as funções eclesiásticas, mas Stephen apelou ao Papa pessoalmente. Ele foi livre da suspensão na primavera seguinte, com a condição de que se mantivesse fora da Inglaterra até que a paz fosse restaurada, ele permaneceu nessa condição até Maio de 1218.
Enquanto isso, a morte de Inocêncio III e do Rei João no ano de 1216, levaram a Inglaterra a apoiar Henrique III. Stephen continuou sob o reinado de Henrique III, com seu trabalho para aumentar a liberdade política na Inglaterra. Em 1223 apareceu novamente como porta-voz dos barões, requirindo que Henrique III confirmasse o documento. Ele foi para a França em nome de Henrique para pedir a Luíz VIII a restauração da Normandia.

### Capítulos da bíblia
Originalmente, os rolos dos livros da Bíblia sempre foram divididos por espaços em brancos no final (petuhoth) ou no meio (setumoth) das linhas. No entanto, acredita-se que Langton foi o único a dividir a Bíblia no modelo padrão atual de capítulos. Enquanto o Cardeal Hugo de Sancto Caro é também conhecido por fazer uma divisão sistemática da Bíblia, entre 1244 e 1248. O padrão de Langton permanece até hoje.

## Morte
Ele morreu em Sussex em 9 de Julho de 1228. Ele foi enterrado próximo a Catedral de Canterbury. Posteriormente, a capela de São Miguel foi erigida sobre o lugar onde jazia seu corpo e a cabeça do túmulo se projeta dentro da capela, em baixo do altar.

## Obra
- Veni, Sancte Spiritus